# Robert Demangel
Robert Demangel (Besançon, 24 de febrero de 1891 – Montpellier, 18 de junio de 1952) fue un arqueólogo francés especializado en cultura helénica.

## Datos biográficos
Después de haber obtenido su diploma en letras  (1914), ingresó en la Escuela francesa de Atenas (1919). El director Charles Picard lo envió entonces a explorar en Troade y a visitar el montículo de Protésilas. Le encargó también de otra exploración, en la región de Téos.
Director de las obras de las Manganes y de la Hebdomon a Constantinopla (1921-1923), obtuvo de 1924 a 1927 la secretaría general de la Escuela. En 1933, sostuvo su tesis doctoral especializándose en historia del arte de Montpellier.
Nombrado director de la Escuela francesa de Atenas (1936-1950), retomó en 1946 los yacimientos de Malia y, en 1948 el de Thasos y de Délos.
Se casó entre ambas guerras mundiales con Simone Gillet, hija de Louis Gillet, académico. Ella actuaría con el nombre de  Pauline, durante la Resistencia francesa, distinguiéndose por sus acciones patrióticas y valientes que salvaron muchas vidas de combatientes franceses. Compraron en 1949 el castillo de Assas en donde vivieron desde entonces y hasta su muerte.

## Trabajos
- Cachees de Delfos. Los templos de tuf, 1923
- El Tumulus dicho de Protésilas. Investigaciones francesas en Turquía I, 1926
- Frisia ionique, 1932
- El Barrio de los Manganes y la primera región de Constantinopla. Investigaciones francesas en Turquía II, con E. Mamboury, 1939
- Contribución a la topographie de la Hebdomon. Investigaciones francesas en Turquía III, 1945

## Homenaje
Una calle de Besançon lleva su nombre.